# Diputación Permanente y Consejo de la Grandeza de España y Títulos del Reino
La Diputación Permanente y Consejo de la Grandeza de España y Títulos del Reino, antes llamada Diputación Permanente y Consejo de la Grandeza de España, es el organismo que agrupa a los grandes de España y a quienes ostentan títulos del Reino. Asimismo, también asesora a la administración pública y a S.M. el rey en cuanto a su prerrogativa constitucional sobre honores y distinciones y sobre sucesión y rehabilitación de títulos nobiliarios, así como el reconocimiento de títulos extranjeros y pontificios. Representa aproximadamente a 800 miembros, el 40 % de la nobleza titulada.

## Naturaleza jurídica
En cuanto su naturaleza jurídica, el Consejo de Estado, con ocasión de la reforma estatutaria propuesta por la grandeza de España, emitió un Dictamen el 22 de abril de 1999 que ha resultado controvertido en la doctrina. Tradicionalmente, se había considerado a la institución como una corporación pública, pero el Consejo de Estado prefirió crear la fórmula de «corporación mixta».
El Dictamen de 1999 señala que la Diputación y Consejo de la Grandeza disfrutan de una «naturaleza singular». Precisa el Dictamen que la Diputación «en cuanto compuesta por individuos privados y al carecer de una estructura societaria o asociativa, es una representación de un Cuerpo sobre el que ha recaído un reconocimiento público y que desarrolla una cierta actividad de interés público (...) posee un carácter único y no fungible, que le confiere relevancia pública aun sin convertirla en una Corporación de Derecho Público (...)». Por estos motivos, prosigue el Consejo de Estado, la Diputación ha de recibir «en su existencia misma y en su regulación interna algún tipo de reconocimiento público externo».

## Historia
| Decano | Nombre                           | Período       |
| ------ | -------------------------------- | ------------- |
| 1.º    | Duque de San Carlos              | 1815-1816     |
| 2.º    | Marqués de Vallecerrato          | 1816-1817     |
| 3.º    | Conde de Fuentes                 | 1818-1819     |
| 4.º    | Duque de Frías                   | 1820          |
| 5.º    | Duque de San Fernando de Quiroga | 1823-1829     |
| 6.º    | Duque de Villahermosa            | 1829-1834     |
| 7.º    | Marqués de Monte Real            | 1834-1835     |
| 8.º    | Duque de Castro-Terreño          | 1836-1843     |
| 9.º    | Duque de Gor                     | 1843-1850     |
| 10.º   | Duque de Frías                   | 1850-1851     |
| 11.º   | Conde de Altamira                | 1851-1859     |
| 12.º   | Marqués de Miraflores            | 1859-1862     |
| 13.º   | Marqués de San Felices           | 1862-1863     |
| 14.º   | Señor de Rubianes                | 1863-1865     |
| 15.º   | Marqués de Vallehermoso          | 1865-1866     |
| 16.º   | Marqués de San Felices           | 1866-1867     |
| 17.º   | Marqués de Molins                | 1867-1877     |
| 18.º   | Conde de Pinohermoso             | 1877-1883     |
| 19.º   | Conde de Puñonrostro             | 1883-1890     |
| 20.º   | Marqués de Alcañices             | 1890-1909     |
| 21.º   | Duque de Veragua                 | 1909-1910     |
| 22.º   | Duque de Gor                     | 1910          |
| 23.º   | Duque de Tamames                 | 1910-1917     |
| 24.º   | Duque de Fernán Núñez            | 1917-1925     |
| 25.º   | Duque de T'Serclaes              | 1926-1927     |
| 26.º   | Marqués de Santa Cruz            | 1928-1940     |
| 27.º   | Duque de Alba de Tormes          | 1941-1953     |
| 28.º   | Duque del Infantado              | 1953-1991     |
| 29.º   | Duque de San Carlos              | 1992-1997     |
| 30.º   | Conde de Elda                    | 1998-2009     |
| 31.º   | Duque de Híjar                   | 2010-2018     |
| 32.º   | Duque de Fernández-Miranda       | 2018-2022     |
| 33.º   | Duquesa de Arcos                 | 2022-presente |

La Diputación Permanente y Consejo fue creada en 1815 por decisión de Fernando VII. Tras la guerra de la Independencia, el 15 de mayo de 1815, el rey convocó a todos los Grandes de España para que acordaran las contribuciones financieras que permitieran sus circunstancias y así paliar las necesidades del Real Tesoro. Dos de ellos, José Miguel de Carvajal y Manrique, ii duque de San Carlos, y, Pedro de Alcántara Álvarez de Toledo, xiii duque del Infantado, muy cercanos al monarca, fueron los encargados de comunicar la decisión regia a sus pares. Las primeras reuniones se realizaron en junio de 1815. Para el año 1817, los grandes habían donado a la Corona casi 8,5 millones de reales.
En la reunión del 10 de agosto de 1815, el Duque de San Carlos fue elegido como primer decano. Días más tarde, el 14 de agosto, se reunieron de nuevo y acordaron iniciar los trabajos para realizar una lista exhaustiva de grandes —tanto de España como del resto del imperio—, para iniciar los trabajos para crear los primeros estatuos —que recibieron el consentimiento real el 19 de octubre de 1815— y para acordar reunirse todos los viernes.
Durante la crisis dinástica que desembocó en tres guerras civiles, la Diputación de la Grandeza se mantuvo leal a la joven reina Isabel II y a su madre, la reina gobernadora María Cristina de Borbón-Dos Sicilias. Precisamente, durante el reinado de Isabel II y la Restauración, los grandes de España alcanzaron sus mayores cotas de influencia política, poseyendo el derecho de ser senadores (que ostentaron hasta la supresión del Senado en 1923) y de ostentar pasaporte diplomático (que perdieron en 1984), entre otros privilegios.
Los estatutos de la Diputación fueron sustituidos en 1883. Durante el reinado de Alfonso XIII, la Diputación fue incluida en los procedimientos administrativos de concesión, sucesión y rehabilitación de títulos nobiliarios y otras mercedes, así como el reconocimiento de títulos extranjeros, siendo, junto con el Consejo de Estado, uno de los dos organismos a los cuales el monarca pide opinión. En 1915 el rey Alfonso XIII otorgó a la Diputación un nuevo estatuto y, en 1929, se le otorgó el derecho de designar un consejero en el Consejo de Estado.
Durante la dictadura de Primo de Rivera, la Diputación se propuso integrar también los Títulos del Reino —aquellos que poseían un título sin la dignidad de grandeza—, pero la caída de la monarquía en 1931 impidió que esta propuesta prosperara.
La Segunda República no detuvo la actividad de la Diputación, que continuó otorgando —en nombre del monarca exiliado— la sucesión provisional de los títulos nobiliarios. Además, promovió la restauración de la monarquía, una actividad que se complicó durante la dictadura de Francisco Franco y que dividió a los nobles en dos: unos intentaron hacerlo desde dentro del régimen, mientras que otros, temiendo represalias, se limitaron a publicar manifiestos y propuestas anónimas. La mayoría de las sucesiones provisionales fueron ratificadas por la dictadura cuando se restauraron la monarquía —sin rey— y las leyes nobiliarias entre 1947 y 1948. Francisco Franco también creó títulos nobiliarios, pero la mayoría de ellos fueron suprimidos en 2022.
Tras la restauración de la monarquía en 1975, la Diputación impulsó de nuevo la idea de integrar los Títulos del Reino, lo que se logró en 1999,  con la aprobación de un nuevo estatuto en una asamblea extraordinaria presidida por el rey Juan Carlos I. En 2019, la Diputación Permanente y Consejo de la Grandeza de España pasó a denominarse Diputación Permanente y Consejo de la Grandeza de España y Títulos del Reino.

## Organización
La Diputación Permanente y Consejo de la Grandeza de España y Títulos del Reino es gobernada por dos órganos: la Asamblea y la Diputación Permanente y Consejo.

### Asamblea
La Asamblea de la Grandeza y de los Títulos del Reino está integrada por aquellos aristócratas que ostentan la dignidad de Grande de España o un título nobiliario y están al corriente en el pago de las cuotas ordinarias o extraordinarias que correspondan.
Las asambleas son presididas por el rey de España o el miembro de la familia real que Su Majestad designe para tal fin. En su defecto, la asamblea es presidida por el Decano, quien, con autorización del monarca, convoca las reuniones y establece el orden del día.

### Diputación Permanente y Consejo
La Diputación Permanente y Consejo de la Grandeza y Títulos del Reino es el órgano ejecutivo de la Diputación. Representa a la entidad y ejerce las funciones que le asignan las leyes nobiliarias españolas.
Este órgano está compuesto por un Decano, que debe ser un Grande, y dieciséis diputados-consejeros. Ocho de ellos deben ser grandes de España y, los otros ocho, títulos del Reino. Asimismo, la Diputación Permanente debe nombrar, entre sus miembros, un Secretario y un Tesorero, y puede nombrar también un Vicedecano (también con grandeza).

#### Composición actual
La composición actual de la Diputación Permanente y Consejo de la Grandeza de España y Títulos del Reino, elegida en 2022, es la siguiente:
1. María Cristina de Ulloa y Solís-Beaumont, xviii duquesa de Arcos (GE). Decana.
2. Enrique María Lasso de la Vega y Valdenebro, xii Conde de Casa Galindo (GE). Secretario.
3. Francisco de Borja de Arteaga y Fierro, xii marqués de Vivola. Tesorero.
4. María Pérez de Herrasti y Urquijo, xvi marquesa de Albayda (GE).
5. Jorge de Camps y Galobart, iv baron de Algerri.
6. Fadrique Álvarez de Toledo y Argüelles, xiv vizconde de la Armería.
7. Francisco de Borja Montesino-Espartero y Velasco, iv vizconde de Banderas.
8. Juan Pedro Domecq de Morenés, v marqués de Grigny.
9. Fernando Fitz-James Stuart y Solís, xvii duque de Huéscar (GE).
10. Leoncio Alonso González de Gregorio y Álvarez de Toledo, xxii duque de Medina Sidonia (GE).
11. Rafael Benjumea y Benjumea, xix conde de Peñón de la Vega.
12. Javier Benjumea Llorente, ii marqués de Puebla de Cazalla.
13. José Sainz y Armada, vii duque de Rivas (GE).
14. Rafael de Atienza y Medina, vii marqués de Salvatierra.
15. José María Sanz-Magallón y Rezusta, xvi marqués de San Adrián (GE).
16. Hugo José O'Donnell y Duque de Estrada, vii duque de Tetuan (GE).
17. Catalina Luca de Tena y García-Conde, ii marquesa del Valle de Tena (GE).